# Cyathopsis albicans
Cyathopsis albicans là một loài thực vật có hoa trong họ Thạch nam. Loài này được (Brongn. & Gris) Quinn mô tả khoa học đầu tiên năm 2005.